# Iugosfera

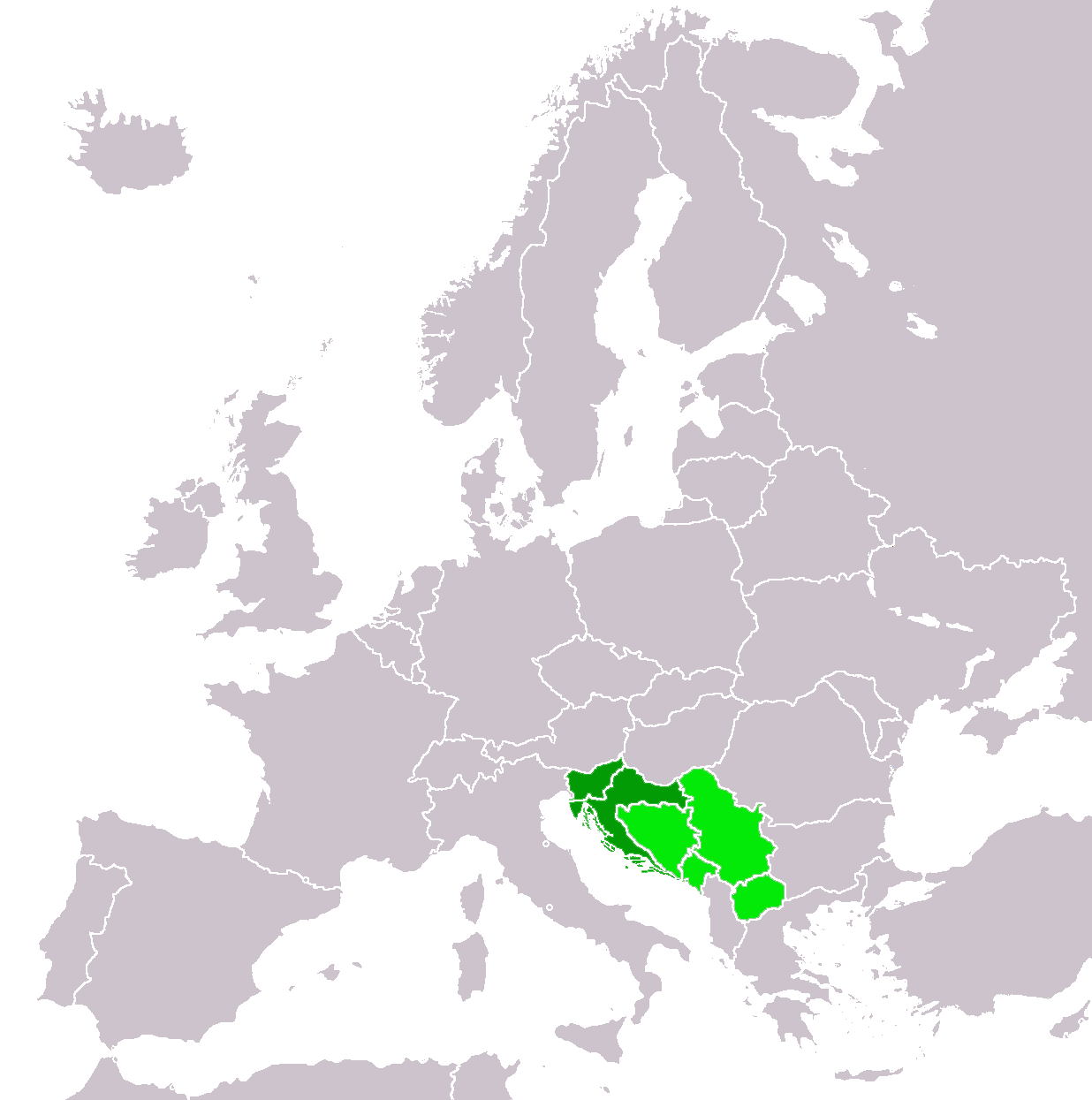
A região da antiga Iugoslávia com os estados-membros da União Europeia (Eslovênia 2004, Croácia 2013) em verde escuro e os estados não pertencentes à UE em verde claro.

A Iugosfera (em macedônio, esloveno e servo-croata: Jugosfera, Југосфера) é um conceito criado em 2009 pelo escritor britânico Tim Judah  durante seu tempo como pesquisador visitante sênior no Instituto Europeu da London School of Economics.  A Iugoslávia refere-se aos laços sociais, linguísticos, económicos e culturais entre as nações sucessoras da antiga Iugoslávia e como, após a dissolução da Iugoslávia, esses laços e vínculos estão a ser reforçados em benefício de toda a região.  Judah descreveu a Iugosfera como “uma forma de descrever a renovação de milhares de laços quebrados no antigo estado”, um fenômeno social e político com uma certa aplicação política.  O conceito também prevê uma organização no estilo Benelux ou Conselho Nórdico na antiga Iugoslávia para promover cooperação e integração, bem como posições políticas unificadas e política externa, a fim de beneficiar todas as nações e acelerar a integração da União Europeia.

## Galeria

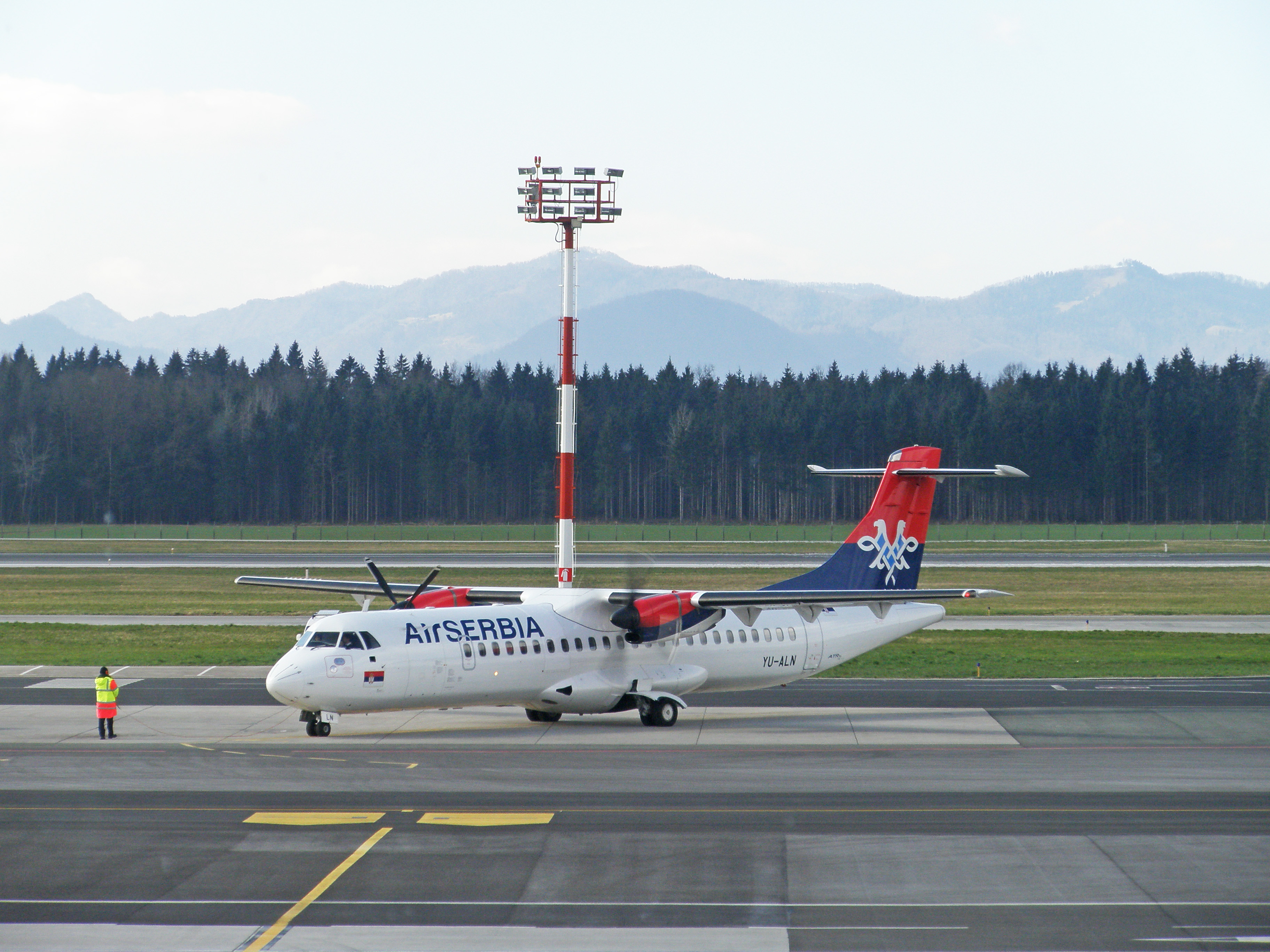
Air Serbia no Aeroporto de Liubliana
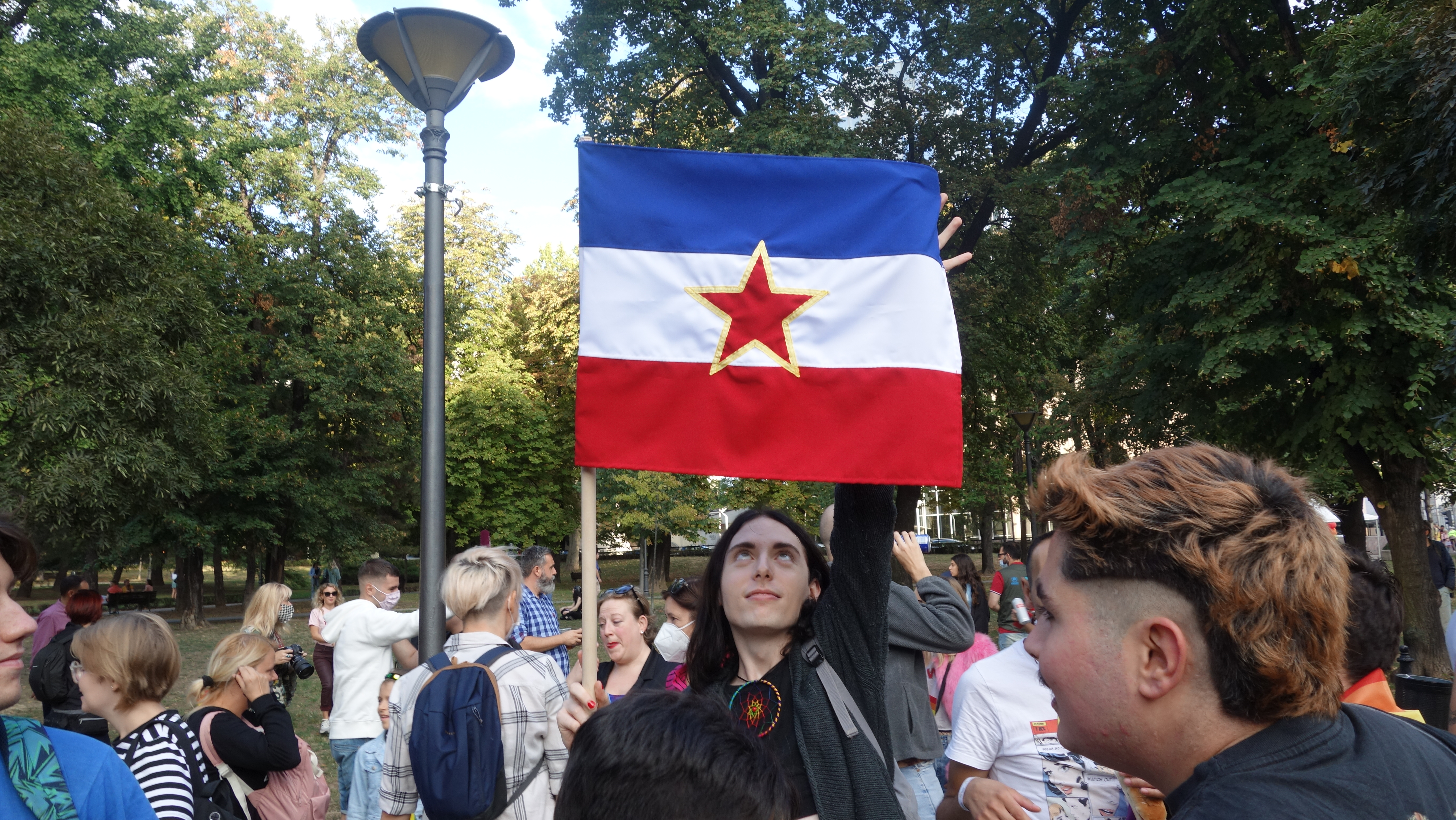
Bandeira da Iugoslávia no Orgulho de Belgrado de 2021
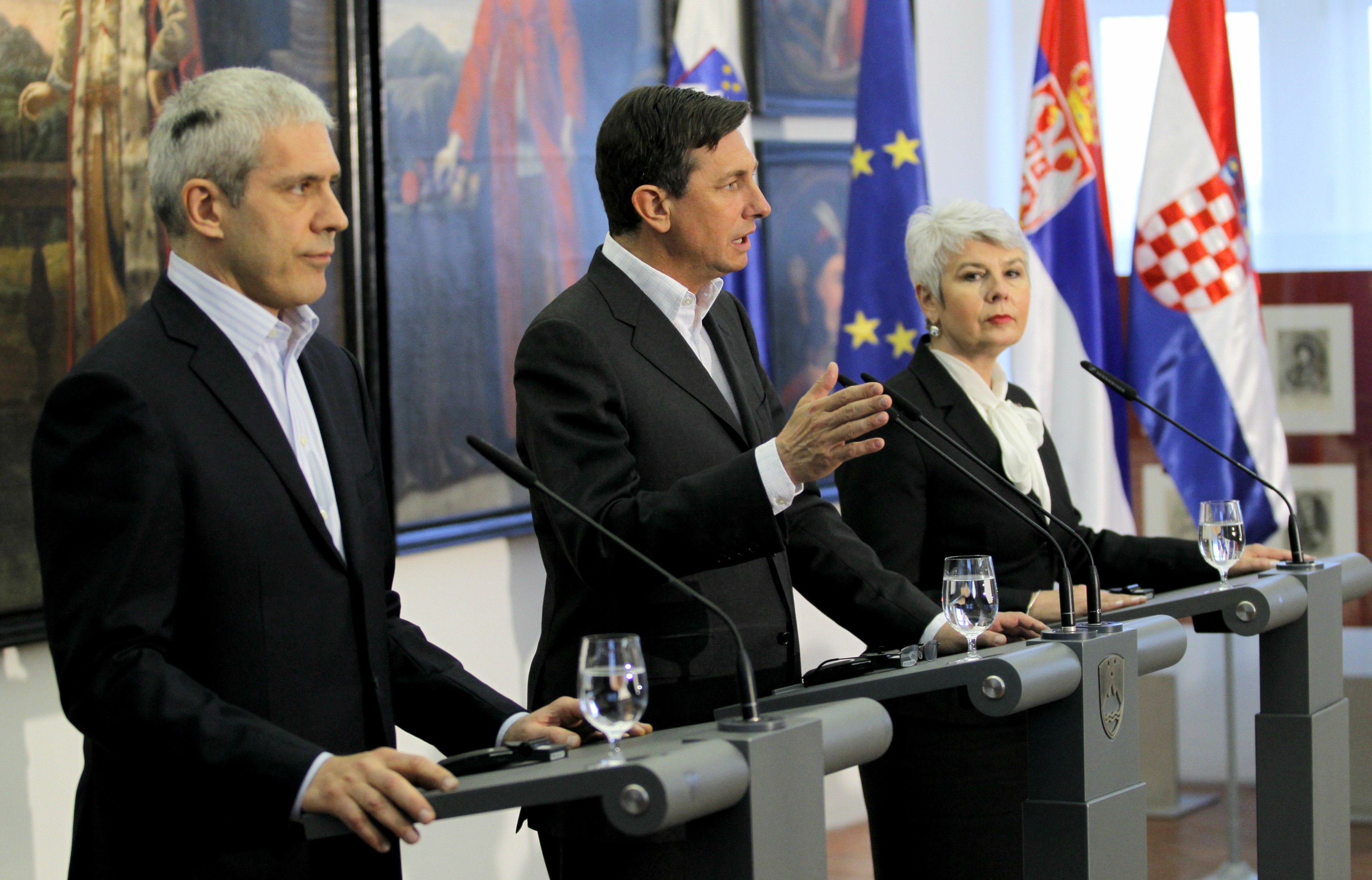
Boris Tadić da Sérvia, Borut Pahor da Eslovênia e Jadranka Kosor da Croácia em 2010
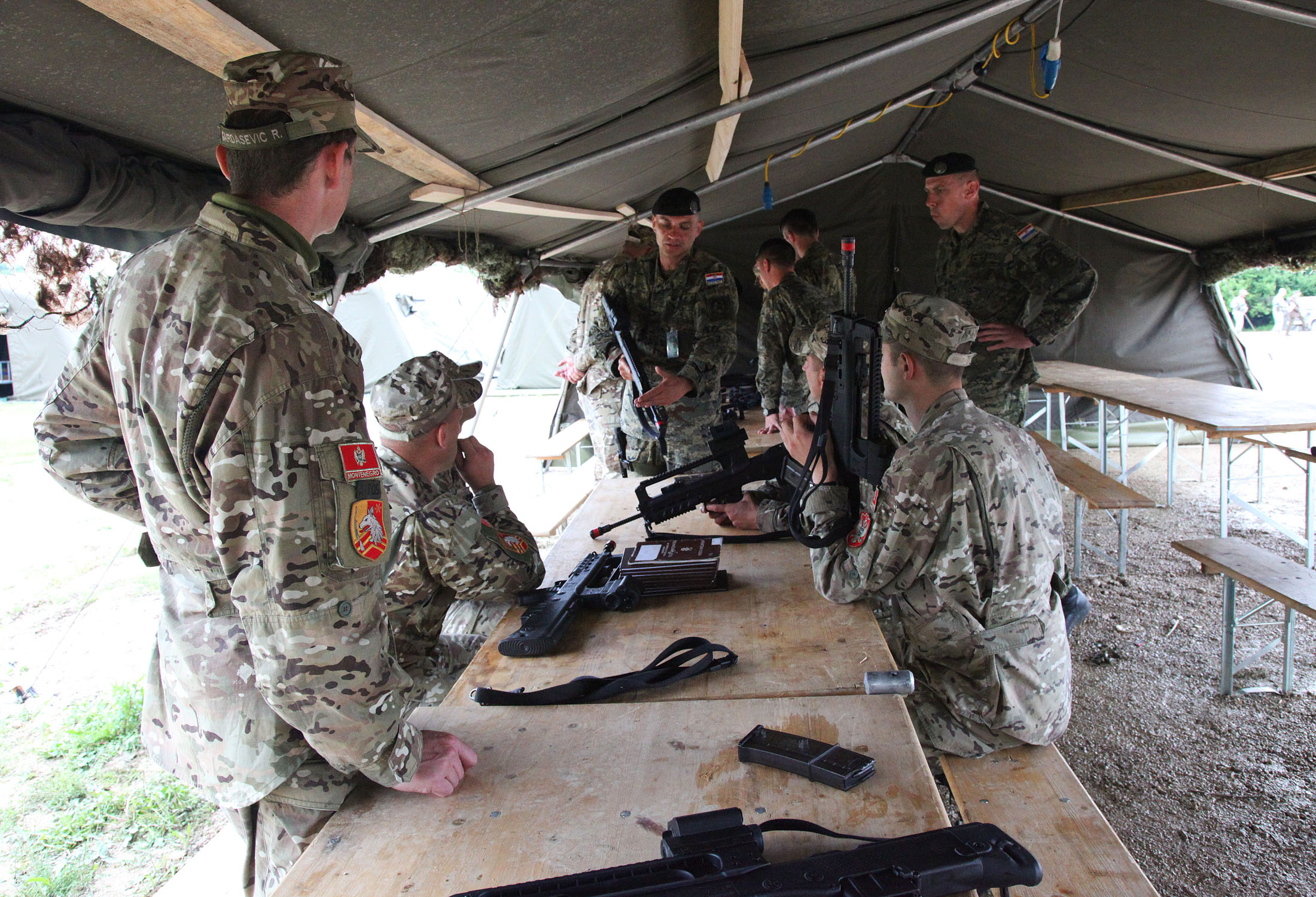
Exercício militar conjunto Croácia-Albânia-Bósnia e Herzegovina-Montenegro-Eslovênia com observadores macedônios e sérvios, 2012, Slunj, Croácia
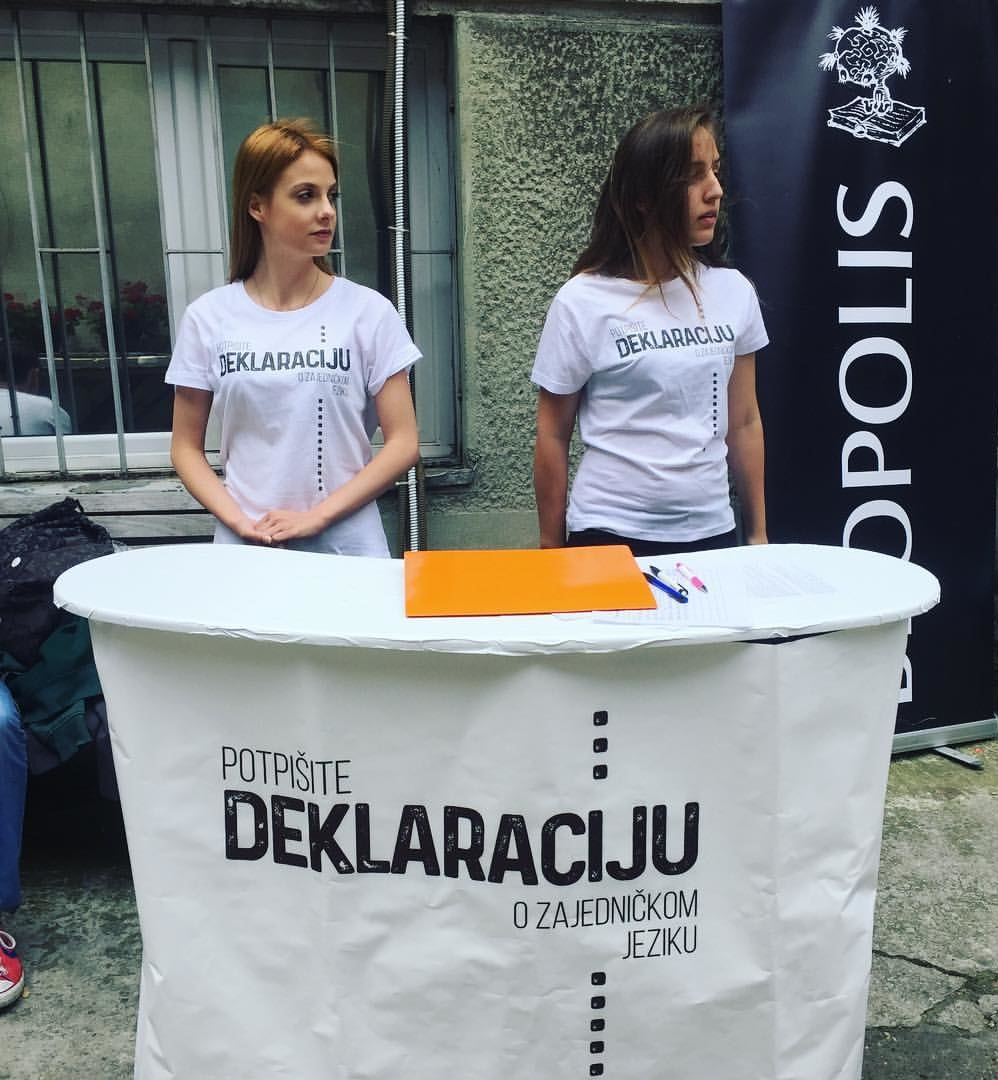
Recolha de assinaturas para a Declaração sobre a Língua Comum